# Heiko Räthe
Heiko Räthe (* 15. September 1964) ist ein ehemaliger deutscher Fußballspieler.

## Sportliche Laufbahn
Heiko Räthe, der aus dem Nachwuchsbereich des FC Rot-Weiß Erfurt stammte, spielte für die Reserveelf von RWE in zwei Spielzeiten Mitte der 1980er-Jahre in der zweitklassigen Liga. Für die aus nur noch zwei Staffeln bestehende Zweitklassigkeit hatte sich der FC Rot-Weiß II 1984 als Erfurter Bezirksmeister und Sieger der Gruppe 2 der Ligaaufstiegsrunde qualifiziert. Nach dem Abstieg von Rot-Weiß II am Ende der Saison 1985/86 ging der Defensivspieler gemeinsam mit seinem Erfurter Teamkameraden Frank Holick zur BSG Motor Weimar.
Im Spätherbst 1987 folgte Räthes Einberufung zur Nationalen Volksarmee. Innerhalb der Armeesportvereinigung Vorwärts lief der Thüringer in der Spielzeit 1987/88 für die ASG Vorwärts Stralsund auf. Nach dem Ende der Saison 1988/89, in der er mit den Stralsundern Rang 8 belegt hatte, kehrte er nach Erfurt zurück.
In der Wendespielzeit 1989/90 und in der letzten eigenständigen Saison des ostdeutschen Erstligafußballs wurde der Abwehrspieler in 38 Partien der Eliteliga des DDR-Fußballs eingesetzt. Durch den 3. Rang in der nunmehr als NOFV-Oberliga firmierenden Spielklasse erreichten die Rot-Weißen einerseits die direkte Qualifikation für die Premierensaison der gesamtdeutschen 2. Bundesliga und zählten andererseits 1991/92 zu den letzten NOFV-Vertretern im Europapokal.
Obwohl zum Erfurter Oberligaaufgebot zählend, konnte Räthe im Herbst 1989 ebenfalls für die BSG Motor Weimar spielen. Durch das neu eingeführte Vertragsspielertum erhielten bis zu sechs Akteure eines Oberligakaders eine Gastspielgenehmigung für eine Ligaelf. Ab dem Winter 1989/90 spielte sich Räthe in der RWE-Mannschaft fest und kehrte bis zur Auflösung des ostdeutschen Fußballs nicht mehr in die Zweitklassigkeit zurück.
Nach der Wiedervereinigung bestritt er 29 Partien in der 2. Bundesliga und war für Rot-Weiß Erfurt 1991/92 in drei UEFA-Cup-Spielen aktiv. Der Klassenerhalt in Liga 2 gelang dem Team aus dem Steigerwaldstadion im gesamtdeutschen Ligasystem jedoch nicht. Für ein Spieljahr blieb Räthe den Erfurtern auch in der Drittklassigkeit treu – 1992/93 wurde RWE in der Südstaffel der Amateur-Oberliga Tabellendritter. Im Anschluss daran wechselte der ehemalige Erstligakicker gemeinsam mit Jürgen Heun zum SV Landau.